# نعامة شمال إفريقيا
نعام شمال إفريقيا أو النعام أحمر الرقبة أو النعام البربري (باللاتينية: Struthio camelus camelus) نويع من النعام يوجد في شمال أفريقيا وغربها، وهو أكبر نويع من النعام وأكبر طائر حي في العالم.

## الوصف
النعامة الشمال إفريقية هي أكبر أنواع من النعام، يصل طولها إلى 2.74 م (9.0 قدم) ووزنها إلى 154 كجم (340 رطلاً)، رقبتها حمراء وردية، وريش الذكور منها أسود وأبيض وريش الإناث رمادي.

## الموئل والانتشار
كانت النعامة الشمال إفريقية منتشرة من شمال شرق إفريقيا إلى غربها، من إثيوبيا والسودان في الشرق وفي أرجاء الساحل الإفريقي إلى السنغال وموريتانيا في الغرب، ومن مصر في الشمال إلى المغرب في الجنوب. اختفت النعامة الشمال إفريقية الآن من أجزاء كبيرة من هذا النطاق ويقتصر وجودها على ستة بلدان فقط من أصل ثمانية عشر بلدًا كانت تنتشر فيها، قد يكون هذا النويع قد عاش في شبه جزيرة سيناء أيضًا مع النعام العربي المنقرض، توجد النعامة في الحقول المفتوحة والسافانا خاصة في منطقة الساحل الأفريقي.

## حالة الحفظ
انخفضت أعداد النعامة الشمال إفريقية بشكل كبير لدرجة أنها أدرجت في معاهدة التجارة العالمية لأصناف الحيوان والنبات البري المهدد بالانقراض والبعض يعاملها على أنها مهددة بالانقراض. هناك مشروع يديره صندوق الحفاظ على الصحراء يهدف لإنقاذ نعام شمال أفريقيا من الانقراض واستعادة مناطق سكنها في نطاقات سابقة لها في الصحراء والساحل.

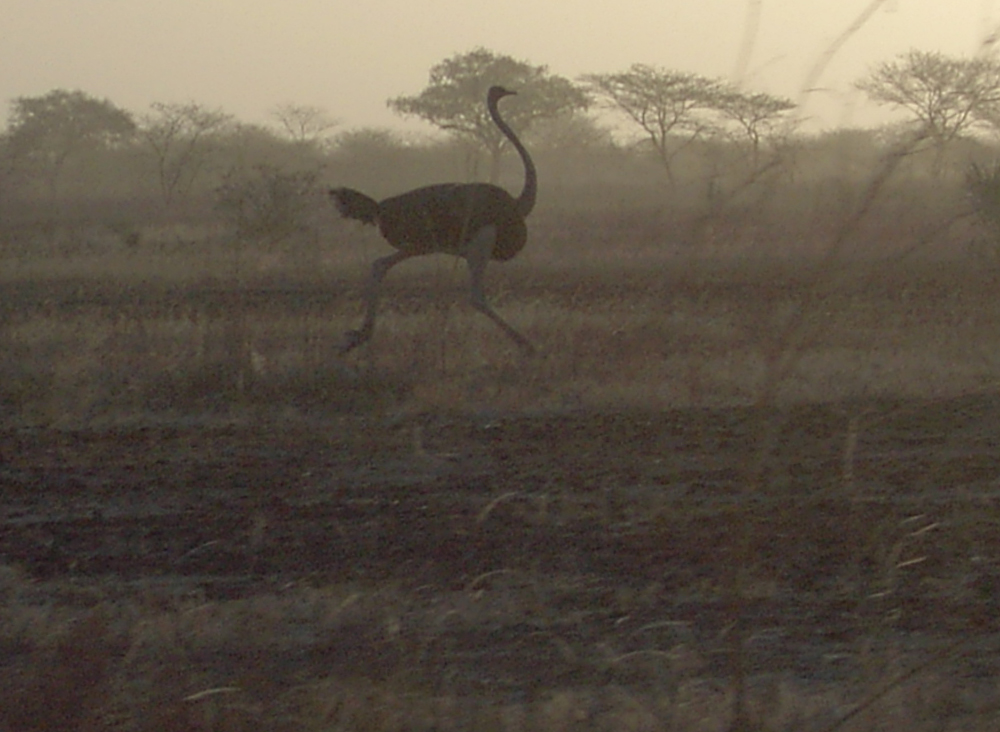
نعامة شمال إفريقية جارية في حديقة وازا الوطنية، الكاميرون.

### إفريقيا
كانت نعامة شمال إفريقية أكثر أنواع النعام انتشارًا في العالم، تعيش الآن في جيوب معزولة في الكاميرون وتشاد وجمهورية أفريقيا الوسطى والسنغال، في حين انقرضت من معظم موئلها الأصلي في شمال أفريقيا. بدأت مشاريع إعادة توطين النعام بشكل عام وخاصة في شمال الصحراء قبل خمسين عامًا. فقد استوردت المغرب عدد من النعام من تشاد ووطنتها في منتزه سوس ماسة الوطني.
كان النعام الشمال إفريقي منتشر في جنوب تونس ولكنه انقرض منذ عام 1887، وعادت النعامة الشمال إفريقية إلى تونس في عام 2014 بعد 127 عامًا من الانقراض، في البداية أدخلت في حديقة دغوميس الوطنية ثم في الحديقة الوطنية بسيدي الطوي. ومن المتوقع أن هذه النعامة ستتعافى أيضا في بلدان أخرى من غرب أفريقيا إلى شمال شرقها مثل النيجر ونيجيريا.

### آسيا
النعامة الشمال أفريقيا هي الأقرب إلى النعامة العربية المنقرضة من غرب آسيا، أكدت تحاليل الأنماط الفردانية في الحمض النووي العلاقة الوثيقة بين النويع العربي والنويع شمال الإفريقي، واعتبر النويع شمال الإفريقي مناسبًا للتوطين في المناطق التي كانت تعيش فيها النعامات العربية.
استورد المركز الوطني لتنمية الحياة الفطرية السعودي أعداد من النعام من السودان في عامي 1988-1989، لتوطن في محمية محازة الصيد في عام 1994، وتشير التقديرات حاليًا إلى أن 90 إلى 100 نعامة تعيش داخل المحمية، اقترح أن يوطن النعام شمال الأفريقي في محمية الخنفة.